# François Grzymała
François Grzymała, né en 1780 dans la Voïvodie de Łomża et mort le 29 janvier 1871 à Paris, est un officier et écrivain polonais.

## Biographie
Il participe à l'invasion napoléonienne de la Russie en 1812, puis il est exilé dans le Caucase. 
Après son retour, il s'installe à Vilnius, puis en 1820, à Varsovie où il publie les périodiques Sybilla Nadwiślańska (en 1821) et Astrea (de 1821 à 1825) avec Antoni Lange.
Il écrit la première critique du travail d'Adam Mickiewicz (notes au sujet des poésies). 
En 1830, il participe à l'insurrection de Novembre, en rejoignant la Société patriotique, il prend alors le grade d'officier. 
Il est devient le héros d'une ballade, diffamation poétique de la part de Kajetan Koźmian intitulée Partisan, ou Grzymaliada. 
En exil, il rejoint la France en 1832, et poursuit ses activités aux côtés de Joachim Lelewel. 
Il publie six autres cahiers de Sybilli Tułczości Polski (1833-1836), ainsi qu'un volume de poèmes. 
En 1834, il est condamné à la pendaison par les autorités russes pour avoir participé à l'insurrection de Novembre.
En 1849, il coopère avec Adam Mickiewicz pour la rédaction du journal politique La Tribune des Peuples.
Il est mort le lendemain de l'armistice franco-allemand (1871), à son domicile de la rue Lacroix, à l'âge de 90 ans.